# Présidence de Nelson Mandela
Président de la république d'Afrique du Sud
Mbeki
La présidence de Nelson Mandela a débuté le 10 mai 1994, lorsque Nelson Mandela, militant anti-apartheid, avocat et ancien prisonnier politique, a été investi président de l'Afrique du Sud et s'est achevée le 14 juin 1999. Il a été le premier chef d'État non blanc de l'histoire de l'Afrique du Sud, ainsi que le premier à prendre ses fonctions après le démantèlement du système d'apartheid et l'introduction de la démocratie multiraciale.  

## Élection
Les élections générales de 1994, tenues le 27 avril, ont été la première élection multiraciale d'Afrique du Sud avec émancipation totale. Le Congrès national africain remporte 63% des voix aux élections et Mandela, en tant que chef de l'ANC, a été investi le 10 mai 1994 premier président noir du pays, avec Frederik de Klerk du Parti national comme premier vice-Président et Thabo Mbeki en qualité de deuxième au sein du gouvernement d'unité nationale.
Mandela a prêté serment le 11 mai 1994. Sa cérémonie d’investiture a réuni 45 chefs d’État et de gouvernement, dont : 
- le secrétaire général des Nations unies, Boutros Boutros-Ghali
- le directeur général de l'UNESCO, Federico Mayor Zaragoza
- le président de la Commission de l'Union africaine, Amara Essy
- le duc d'Edimburgh, prince Philip
- le vice-président des États-Unis, Al Gore
- le chancelier d'Allemagne, Helmut Kohl
- le Premier ministre français, Edouard Balladur
- le Premier ministre de Turquie, Turgut Ozal
- le président du gouvernement de la fédération de Russie, Viktor Chernomyrdin
- le président de la république de Cuba, Fidel Castro
- le président de l'État d'Israël, Ezer Weizman
- le président de l'État de Palestine, Yasser Arafat
- le président de la République tchèque, Vaclav Havel
- le président du Zimbabwe, Robert Mugabe
- le président du Rwanda, Paul Kagame
- le vice-président du Viêt Nam, Nguyễn Thị Bình
- le Premier ministre du Japon, Tomiichi Murayama
- le Premier ministre de la république populaire de Chine, Li Peng
- le Premier ministre sud-coréen, Kang Young-hoon

## 1995
Au début de son mandat le 10 mai 1994, Mandela a dû gérer la transition des règles de l'apartheid marqué par la domination de la minorité blanche. Il gagnera ainsi le respect international pour son plaidoyer en faveur de la réconciliation nationale et internationale.
Mandela a encouragé les Sud-Africains noirs à se placer derrière les Springboks (l'équipe nationale sud-africaine de rugby) précédemment détestés alors que l'Afrique du Sud accueillait la Coupe du monde de rugby de 1995. (C'est le thème du film Invictus de 2009. ) Après une victoire des Springboks lors d'une finale épique contre la Nouvelle-Zélande, Mandela a présenté le trophée au capitaine François Pienaar, un Afrikaner, vêtu d'une chemise Springbok avec le numéro 6 de Pienaar dans le dos. Cela a été largement considéré comme une étape majeure dans la réconciliation des Sud-Africains blancs et noirs.

## 1996
En 1996, Mandela divorce de son ex-épouse, Winnie Madikizela-Mandela. En juin de la même année, Thabo Mbeki devient le seul vice-président de l'Afrique du Sud, à la suite de la démission de FW de Klerk de son poste de premier vice-président.
De même, comme à l'occasion de la Coupe du monde rugby l'année précédente, Mandela encourage les Bafana Bafana, l'équipe nationale de football, qui organise la Coupe d'Afrique des Nations cette année-là. Les Sud-Africains l'emportent 2 à 0 sur la Tunisie en finale, devant une foule en liesse au FNB Stadium de Johannesburg, et en présence de Mandela et de son vice-président, Frederik de Klerk, remportant ainsi leur premier (et pour l'instant unique) tournoi majeur. Voir l'article de Wikipédia Finale de la Coupe d'Afrique des nations de football 1996

## 1997

### Procès de Lockerbie
Le président Mandela s'est particulièrement attaché à contribuer au règlement du différend de longue date entre la Libye de Kadhafi, d'une part, et les États-Unis et le Royaume-Uni, d'autre part, portant sur le jugement des deux Libyens inculpés en novembre 1991, et accusé d'avoir bombardé le vol Pan Am 103, qui s'est par la suite éclaté et est tombé respectivement au-dessus et à proximité de la ville écossaise de Lockerbie le 21 décembre 1988, faisant 270 morts. Dès 1992, Mandela a contacté officieusement le président George HW Bush avec une proposition de faire juger les deux Libyens inculpés dans un pays tiers. Bush a réagi favorablement à la proposition, tout comme le président François Mitterrand de France et le roi Juan Carlos I d'Espagne. En novembre 1994 - six mois après son élection à la présidence - Mandela a officiellement proposé que l'Afrique du Sud soit le lieu du procès de l'attentat à la bombe contre le vol Pan Am 103.

Le Premier ministre britannique John Major a cependant rejeté catégoriquement l'idée, arguant que le gouvernement britannique n'avait pas confiance aux tribunaux étrangers. Trois autres années se sont écoulées jusqu'à ce que l'offre de Mandela soit renouvelé au successeur de Major, Tony Blair, lorsque Mandela est rendu à Londres en juillet 1997. Plus tard au cours de la même année, lors de la réunion des chefs de gouvernement du Commonwealth (CHOGM) de 1997 à Édimbourg en octobre 1997, Mandela a averti: 
 "Aucun pays ne devrait être plaignant, procureur et juge." 

## 1998
Lors de la première opération militaire post-apartheid en Afrique du Sud, le président par intérim Mangosuthu Gatsha Buthelezi  (qui était le troisième commandant de l'Afrique du Sud après Nelson Mandela et Thabo Mbeki) a envoyé des troupes au Lesotho en septembre 1998 pour protéger le gouvernement du Premier ministre Pakalitha Mosisili. Cela est arrivé après qu'une élection contestée ait provoqué une opposition féroce menaçant le gouvernement instable.
Toujours en 1998, Mandela épouse Graça Machel, la veuve de l'ancien président mozambicain Samora Machel .

## 1999
Une solution de compromis a ensuite été convenue pour la tenue d'un procès au camp Zeist aux Pays-Bas, régi par la loi écossaise, et le président Mandela a entamé des négociations avec le colonel Kadhafi pour la remise des deux accusés ( Megrahi et Fhimah ) en avril 1999.

### Fin de mandat
La constitution de 1996 a limité le président à deux mandats consécutifs de cinq ans. Mandela n'a pas tenté de faire modifier le document pour supprimer la limite de deux mandats; en effet, il n'avait eu l'intention de servir qu'un seul mandat, l'âge étant un facteur important dans cette décision. Mandela a quitté ses fonctions le 14 juin 1999. Il a été remplacé par Mbeki, qui a été investi à la présidence le 16 juin. Mandela s'est retirée de la politique active et s'est engagée, pendant plusieurs années par la suite, dans un certain nombre d'activités philanthropiques.

## Héritage

### Politique SIDA / VIH
Des commentateurs et des critiques, y compris des militants de la lutte contre le VIH sida comme Edwin Cameron, ont critiqué Mandela pour l'inefficacité de son gouvernement à endiguer la crise du sida. Après sa retraite, Mandela a admis qu'il avait peut-être échoué dans son pays en ne prêtant pas plus d'attention à l'épidémie de VIH / SIDA,. Après cela, Mandela s'est prononcée à plusieurs reprises contre l'épidémie de sida.

### Conception de vêtements
Après avoir assumé la présidence, l'une des marques de fabrique de Mandela était son utilisation des T-shirts Batik, connus sous le nom de " chemises Madiba ", même lors d'occasions formelles.